# 逆气制动
逆气制动（counter-pressure brake）也稱為里根巴赫逆气制动，得名自其發明者尼克劳斯·里根巴赫，是蒸汽機車的動力制动方式，用驅動机车汽缸的方式制动。此作法可以減少驅動輪輪胎及机车汽缸的摩損和過熱，也可以持續的提供高制动力。制动作用的原理是將汽缸當作空壓機，將動能轉換為熱能。在制动時會產生蒸氣，不過不是由鍋爐產生的，而是用來冷卻汽缸的水所產生的。
此系統的主要部份是將空氣導入汽缸的管路以及調節系統，而汽缸中需注入冷卻水和油。